# Greatest Hits – Chapter One
Greatest Hits: Chapter One – pierwsza kompilacja amerykańskiej piosenkarki Kelly Clarkson wydana 19 listopada 2012 roku nakładem 19 Recordings i RCA Records.
Kompilacja zawiera utwory ze wszystkich pięciu studyjnych albumów Clarkson wydanych do 2011 roku: Thankful (2003), Breakaway (2004), My December (2007), All I Ever Wanted (2009), oraz Stronger (2011), jak również trzy premierowe nagrania „Catch My Breath”, „Don’t Rush” i „People Like Us”. Wszystkie trzy zostały wydane jako single. Clarkson nazwała swój album Chapter One (pol. Pierwszy rozdział), dając do zrozumienia, że nie jest to podsumowanie całej jej kariery, a jedynie pewnego etapu.

## Lista utworów
1. „Since U Been Gone” – 3:08
2. „My Life Would Suck Without You” – 3:32
3. „Miss Independent” – 3:41
4. „Stronger (What Doesn’t Kill You)” – 3:41
5. „Behind These Hazel Eyes” – 3:16
6. „Because of You” – 3:44
7. „Never Again” – 3:37
8. „Already Gone” – 4:39
9. „Mr. Know It All” – 3:53
10. „Breakaway” – 3:56
11. „Don’t You Wanna Stay” – 4:15
12. „Walk Away” – 3:07
13. „Catch My Breath” – 4:11
14. „People Like Us” – 4:19
15. „Don’t Rush” – 4:00
16. „A Moment Like This” – 3:48
17. „I’ll Be Home for Christmas” – 2:53

## Pozycje na listach i certyfikaty
| Notowanie (2012/13)                             | Najwyższa pozycja |
| ----------------------------------------------- | ----------------- |
| Australia (Top 50 Albums)                       | 20                |
| Belgia (Ultratop 200 Albums Flanders)           | 88                |
| Belgia (Ultratop 200 Albums Walonia)            | 194               |
| Hiszpania (Top 100 Albums)                      | 77                |
| Irlandia (Top 100 Albums)                       | 64                |
| Japonia (Oricon Top 50 Albums)                  | 80                |
| Kanada (Canadian Albums)                        | 15                |
| Korea (Gaon Album Chart)                        | 6                 |
| Nowa Zelandia (Top 40 Albums)                   | 15                |
| Szwajcaria (Alben Top 100)                      | 92                |
| USA (Billboard 200)                             | 11                |
| Wielka Brytania (Official Albums Chart Top 100) | 18                |

| Notowanie (2013)    | Pozycja |
| ------------------- | ------- |
| USA (Billboard 200) | 42      |

| Kraj/region       | Wydawca | Certyfikat  |
| ----------------- | ------- | ----------- |
| Australia         | ARIA    | złota płyta |
| Stany Zjednoczone | RIAA    | złota płyta |
| Wielka Brytania   | BPI     | złota płyta |

| Kraj/region       | Wydawca | Certyfikat  |
| ----------------- | ------- | ----------- |
| Australia         | ARIA    | złota płyta |
| Stany Zjednoczone | RIAA    | złota płyta |
| Wielka Brytania   | BPI     | złota płyta |